# Ercilia Guidali
Ercilia Guidali  fue una docente uruguaya, pionera en la formación de maestros en su país. 

## Biografía
Nació en mayo del año 1881 en la ciudad de Paysandú (Uruguay). Sus estudios iniciales se desarrollaron en su ciudad natal, culminando luego en la ciudad de Montevideo donde se recibió de Maestra.
Entre los años 1900 y 1904, ya de regreso en Paysandú, se desempeña como maestra y directora de escuelas de su departamento.
En la primera década del mil novecientos era notoria la escasez de maestros en el departamento y la mayoría de los cargos eran ocupados por personas que gustaban de la profesión pero no poseían título habilitante.
Fue así que desde el impulso de Ercilia Guidali se fundó el Instituto Normal de Paysandú donde ejerció con dedicación y compromiso su Dirección.
Se oficializó el Instituto Normal en 1949 y en 1964, reconociéndose la trayectoria de esta excelente docente, por ley 13254 del 5 de mayo de 1964 se aprueba la denominación del Instituto como “Ercilia Guidali de Pisano”.
A los 45 años de trabajo y 72 de edad, solicitó su jubilación y continuó vinculada a la institución como Presidenta de la Comisión de Amigos del Instituto Normal hasta su fallecimiento en 1976.

## Galería

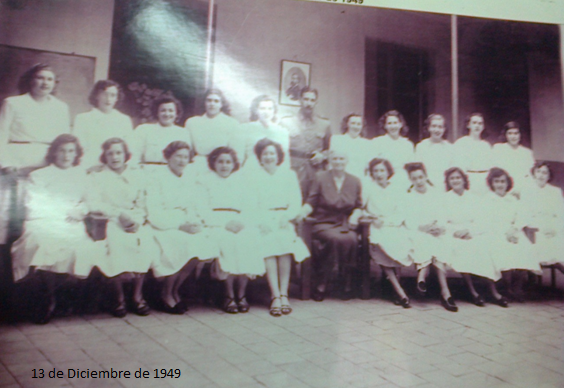
Oficialización del Instituto Normal (1949)
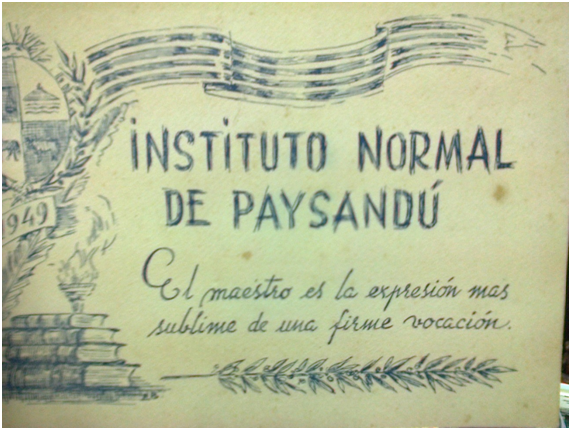
Oficialización (1949)
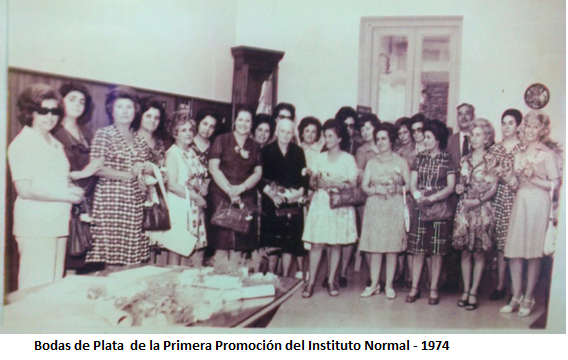
Bodas de Plata (1974)